# Classement international de Scrabble francophone
Le classement international de Scrabble francophone concerne près de 20 000 joueurs dans les 24 pays de la FISF.
Il existe deux classements distincts, aux fonctionnements très différents, pour le Scrabble duplicate et pour le Scrabble classique.
Au 20 juillet 2018, à l'issue des championnats du monde de Tremblant (Québec) le Néo-Zélandais Nigel Richards est numéro un mondial aux deux classements.

## Scrabble classique
Le classement international de Scrabble classique comporte environ 1 400 joueurs actifs, c'est-à-dire ayant disputé au moins un tournoi homologué dans les deux années précédant la date de classement. Les joueurs sont répartis en quatre séries selon leur cote : Joker (cote supérieure à 3 300), série A (cote de 2 600 à 3 299), série B (cote de 1 900 à 2 599), série C (cote inférieure à 1 900). Ces barres d'accès aux séries peuvent être réévaluées chaque année, au 1er septembre, en fonction du pourcentage de joueurs actifs classés par série, arrondi à la cinquantaine la plus proche afin de respecter les proportions suivantes : joker (5 %), série A (10 %), série B (30 %), série C (55 %).
Le classement est très dynamique car les changements de cotes (et donc éventuellement de séries) s'effectuent après chaque épreuve. Il n'y a pas de décote en cas d'inactivité mais un joueur n'ayant pas joué depuis deux ans est retiré du classement (il conserve sa dernière cote établie en cas de retour à la compétition).
En août 2015, pour la première fois, le podium est entièrement africain : la première place du classement est occupée par Karlou Esteban (Congo), devant France Iyelakongo (2e) de la RDC) et Julien Affaton (3e) Bénin, complétés par un Belge et 6 Français dans les 10 premiers du classement international.
Le titre de champion du monde 2015 de Nigel Richards (Nouvelle-Zélande), alors qu'il jouait simplement son deuxième tournoi, ne lui a pas permis de dépasser la 200e place au classement international. D'autre part, le fait de participer à de nombreux tournois augmente mécaniquement la cote, ce qui surévalue la cote de certains joueurs.

### Fonctionnement
Une cote initiale de 1500 est attribuée à un débutant. Pour les joueurs possédant un classement duplicate, une équivalence de départ est donnée selon la série : super-série (2 750), 1re série (2 650), 2e série (2 300), 3e série (2 100), 4e série (2 000), 5e série (1 800), 6e série (1 600). Ces valeurs sont réévaluées régulièrement.
En début de tournoi, les joueurs sont classés selon leur cote décroissante. À la fin du tournoi, les cotes évoluent selon trois critères :
- PE - les points d'expérience : le joueur classé premier marque le même nombre de points que le nombre de joueurs ayant participé au tournoi. Pour chaque place suivante, ce nombre est réduit d'une unité. Le joueur classé dernier marque donc un point.

- B - le bonus : attribué aux quatre premiers du tournoi. Il est calculé en divisant la valeur M du tournoi par un coefficient (M dépend de la catégorie du tournoi)

| Catégorie | Épreuves                                                       | M   |
| --------- | -------------------------------------------------------------- | --- |
| 5         | Championnat du Monde                                           | 250 |
| 4         | Championnat national, open international, tournoi > 64 joueurs | 150 |
| 3         | Tournoi entre 33 et 64 joueurs                                 | 100 |
| 2         | Tournoi entre 17 et 32 joueurs, Masters régionaux              | 50  |
| 1         | Tournoi de 8 à 16 joueurs, Masters départementaux              | 20  |

B vaut M pour le premier, M/2 pour le second, M/5 pour le troisième et M/10 pour le quatrième du tournoi.
- PJ - les points de jeu : le nombre de points de jeu est calculé en comparant la place finale du joueur avec la place qu'il occupait d'après sa cote initiale. Si un joueur classé 1 500 remporte un tournoi où le joueur le mieux classé avait une cote de 2 000, le joueur marque 2/3 de la différence, soit (2 000-1 500) x 2/3 = 333,33, arrondi à 333. Ce nombre est limité par une valeur PJmax. Si le résultat du calcul est négatif, par exemple 1 500-2 000, le coefficient devient 1/3. Donc (1 500-2 000) x 1/3 = -167, limité par une valeur PJmin.

Les valeurs PJmin et PJmax dépendent de la catégorie du tournoi, du nombre de parties et de la proportion de joueurs classés en série Joker : PJmin varie de -103 à -200 et PJmax varie de +210 à +400.
Exemple : Amar Diokh, vainqueur de la Coupe du monde de Scrabble classique en 2007, a commencé le tournoi avec une cote de 1 763. En remportant le tournoi, il reçoit un point pour chaque joueur présent (36), plus le bonus (250), plus la différence entre sa cote et la cote du joueur le plus coté avant le début du tournoi, qui était Pierre-Olivier Georget avec une cote de 2 586. (2 586-1 763) x 2/3 = 549, ramenée à un PJmax de 400. Sa cote finale est donc  1 763 + 36 + 250 + 400 = 2 449.

### Classement actuel
| Place | Joueur            | Cote  | Pays                             |
| ----- | ----------------- | ----- | -------------------------------- |
| 1     | Serge Delhom      | 4 605 | France                           |
| 2     | Nigel Richards    | 4 474 | Nouvelle-Zélande                 |
| 3     | Benjamin Valour   | 4 464 | France                           |
| 4     | Kévin Meng        | 4 403 | Suisse                           |
| 5     | Samson Tessier    | 4 399 | France                           |
| 6     | Élisée Poka       | 4 283 | Côte d'Ivoire                    |
| 7     | Régis Marczak     | 4 410 | France                           |
| 8     | France Iyelakongo | 4 303 | République démocratique du Congo |
| 9     | Athanase Tapsoba  | 4 299 | Burkina Faso                     |
| 10    | Hervé Mollard     | 4 249 | France                           |

### Les numéros un du classement
Historique des 20 joueurs qui ont été numéro un du classement international de Scrabble classique depuis sa mise en place le 30 juin 2003 (tournoi de La Bresse). Elisée Poka, Parfait Mouanda, Julien Affaton et en 2018, Nigel Richards ont été les seuls joueurs non-français en tête de ce classement.
Il est arrivé à quelques reprises qu'un joueur devienne premier à la faveur d'une contre-performance du joueur en-tête du classement. Il peut donc ne pas avoir participé au tournoi qui l'a fait passer premier.
| Début             | Joueur                 | Pays                | Tournoi                                          | Semaines      | Cote max |
| ----------------- | ---------------------- | ------------------- | ------------------------------------------------ | ------------- | -------- |
| 9 juin 2019       | Serge Delhom           | France              | Tournoi de Samatan                               | 10 (en cours) | 4 605    |
| 18 novembre 2018  | Benjamin Valour        | France              | Open de France                                   | 29            | 4 517    |
| 25 octobre 2018   | Hervé Mollard          | France              | French Championship Torquay                      | 3             | 4 433    |
| 17 juillet 2018   | Nigel Richards         | Nouvelle-Zélande    | Championnat du monde 2018 (Tremblant)            | 14            | 4 502    |
| 11 mai 2018       | Hervé Mollard          | France              | Open du Bourbonnais (Vichy)                      | 10            | 4 433    |
| 13 août 2017      | Benjamin Valour        | France              | Championnat du Monde 2017 (Martigny)             | 39            | 4 464    |
| 18 mars 2017      | Fabien Douté           | France              | Championnat de France 2017 (Valence)             | 21            | 4 164    |
| 27 octobre 2014   | Parfait Mouanda        | République du Congo | Open du Mont Revard (Aix-les-Bains)              | 124           | 4 063    |
| 7 août 2014       | Julien Affaton         | Bénin               | Championnat du Monde 2014 (Aix-les-Bains)        | 12            | 3 825    |
| 26 octobre 2013   | Parfait Mouanda        | République du Congo | Coupe de l'Île-de-France (Saint-Maur-des-Fossés) | 41            | 3 750    |
| 5 octobre 2013    | Jean-François Himber   | France              | Tournoi de l'Haÿ-les-Roses                       | 3             | 3 692    |
| 13 septembre 2013 | Parfait Mouanda        | République du Congo | Festival d'Argelès-sur-Mer                       | 3             | 3 747    |
| 17 mars 2013      | Pierre-Olivier Georget | France              | Championnat de France 2013 (Vidauban)            | 26            | 3 855    |
| 18 novembre 2012  | Parfait Mouanda        | République du Congo | Open de France (Lunéville)                       | 17            | 3 737    |
| 30 juillet 2012   | Pierre-Olivier Georget | France              | Championnat du Monde (Montauban)                 | 16            | 3 764    |
| 9 juin 2012       | Christian Coustillas   | France              | Tournoi de Bobigny                               | 7             | 3 611    |
| 18 mars 2012      | Olivier Francart       | France              | Championnat de France (Montpellier)              | 12            | 3 638    |
| 9 septembre 2011  | Christian Coustillas   | France              | Festival d'Argelès-sur-Mer                       | 27            | 3 611    |
| 11 août 2011      | Jean-François Ramel    | France              | Championnat du Monde (Montreux)                  | 4             | 3 610    |
| 17 août 2010      | Christian Coustillas   | France              | Championnat du Monde (Montpellier)               | 51            | 3 694    |
| 11 juillet 2010   | Benjamin Valour        | France              | Masters Midi-Pyrénées                            | 5             | 3 318    |
| 21 mars 2010      | Elisée Poka            | Côte d'Ivoire       | Championnat de France (Chamalières)              | 16            | 3 363    |
| 23 juillet 2009   | Benjamin Valour        | France              | Championnat du Monde (Mons)                      | 34            | 3 294    |
| 22 mars 2009      | Pierre-Olivier Georget | France              | Championnat de France (Saint-Genis-Laval)        | 17            | 3 192    |
| 24 janvier 2009   | Pascal Astresses       | France              | Tournoi de Montreuil                             | 8             | 3 018    |
| 20 décembre 2008  | Olivier Francart       | France              | Tournoi de L'Haÿ-les-Roses                       | 4             | 2 962    |
| 29 novembre 2008  | Fabien Douté           | France              | Tournoi de Montpellier                           | 3             | 2 952    |
| 20 septembre 2008 | Jean-François Himber   | France              | Tournoi de Bobigny                               | 9             | 3 089    |
| 13 septembre 2008 | Jean-François Deron    | France              | Tournoi de Moissy-Cramayel                       | 1             | 2 931    |
| 1er mai 2008      | Pascal Astresses       | France              | Tournoi de Vichy (A)                             | 19            | 3 041    |
| 5 avril 2008      | Franck Maniquant       | France              | Tournoi de Bobigny                               | 4             | 2 760    |
| 23 mars 2008      | Pascal Astresses       | France              | Championnat de France (Saint-Maur-des-Fossés)    | 2             | 2 738    |
| 16 mars 2008      | Pierre-Olivier Georget | France              | Tournoi de Nîmes                                 | 1             | 2 717    |
| 15 février 2008   | Hervé Bohbot           | France              | Tournoi de Cannes (B)                            | 5             | 2 760    |
| 13 février 2008   | Benjamin Valour        | France              | Tournoi de Cannes (A)                            | 0             | 2 728    |
| 1er décembre 2007 | Jean-François Ramel    | France              | Tournoi de Montpellier                           | 11            | 2 738    |
| 30 septembre 2007 | Hervé Bohbot           | France              | Tournoi de Perpignan                             | 9             | 2 709    |
| 27 mai 2007       | Pierre-Olivier Georget | France              | Coupe de France (Monflanquin)                    | 18            | 2 638    |
| 5 mai 2007        | Philippe Le Coz        | France              | Tournoi de Flins                                 | 3             | 2 453    |
| 4 juin 2006       | Anthony Clemenceau     | France              | Coupe de France (Paris)                          | 48            | 2 676    |
| 13 mars 2005      | Hervé Bohbot           | France              | Tournoi de Saint-Jean-Pla-de-Corts               | 64            | 2 771    |
| 23 janvier 2005   | Pierre-Olivier Georget | France              | Tournoi de Tournefeuille                         | 7             | 2 237    |
| 20 novembre 2004  | Antonin Michel         | France              | Tournoi de Montpellier                           | 9             | 2 118    |
| 30 mai 2004       | Pierre-Olivier Georget | France              | Masters Languedoc-Roussillon                     | 25            | 2 225    |
| 21 février 2004   | Hervé Bohbot           | France              | Tournoi de Montpellier                           | 14            | 1 951    |
| 19 septembre 2003 | Pierre-Olivier Georget | France              | Coupe de France (Argelès-sur-Mer)                | 22            | 1 880    |
| 30 juin 2003      | Antonin Michel         | France              | Festival de La Bresse                            | 12            | 1 742    |

#### Nombre de semaines en tête du classement
1. Parfait Mouanda, 185
2. Pierre-Olivier Georget, 132
3. Benjamin Valour, 107
4. Hervé Bohbot, 92
5. Christian Coustillas, 85
6. Anthony Clémenceau, 48
7. Pascal Astresses, 29
8. Fabien Douté, 24
9. Antonin Michel, 21
10. Elisée Poka, 16
11. Jean-François Ramel, 15
12. Nigel Richards, 14
13. Hervé Mollard, 13
14. Olivier Francart, Jean-François Himber et Julien Affaton, Serge Delhom (en cours) 12
15. Franck Maniquant, 4
16. Philippe Le Coz, 3
17. Jean-François Deron 1

### Cotes maximales atteintes
Liste des 28 joueurs ayant atteint ou dépassé la cote de 4 200 points, au 31 août 2019 :
1. 4 605, Serge Delhom, le 23 juillet 2019 à La Rochelle (Championnat du monde).
2. 4 528, Benjamin Valour, le 19 novembre 2017 à Gujan-Mestras (Open de France).
3. 4 502, Nigel Richards, le 17 juillet 2018 à Tremblant (Championnat du monde).
4. 4 433, Hervé Mollard, le 11 mai 2018 à Vichy (Open du Bourbonnais).
5. 4 410, Régis Marczak, le 8 juillet 2019 à La Bresse (Tournoi homologué).
6. 4 403, Kévin Meng, le 23 juillet 2019 à La Rochelle (Championnat du monde).
7. 4 399, Christian Coustillas, le 29 octobre 2018 à Aix-les-Bains (Open du Mont-Revard).
8. 4 399, Samson Tessier, le 17 mars 2019 à La Seyne-sur-Mer (Championnat de France).
9. 4 341, Elisée Poka, le 24 août 2019 à Montpellier (Masters Languedoc-Roussillon).
10. 4 332, Julien Affaton, le 3 novembre 2018 à Aix-les-Bains (Coupe du Lac du Bourget).
11. 4 329, Athanase Tapsoba, le 6 janvier 2018 à Boulogne-Billancourt (Tournoi homologué).
12. 4 317, Jean-François Lachaud, le 23 septembre 2018 à Vichy (Tournoi homologué).
13. 4 315, Pierre Nabat, le 11 mai 2019 à Giroussens (Championnat régional Pays d'Oc).
14. 4 303, France Iyelakongo, le 31 août 2018 (CLAP mai-août).
15. 4 291, Jean-François Himber, le 2 mars 2019 à Boulogne-Billancourt (Tournoi homologué).
16. 4 279, Isabelle Pieri, le 23 juillet 2019 à La Rochelle (Championnat du monde).
17. 4 274, Alain Tachet, le 6 avril 2019 à Gouvieux (Tournoi homologué).
18. 4 273, Camille Malumba, le 9 mai 2019 à Giroussens (Tournoi homologué).
19. 4 271, Abib Alabi, le 19 mars 2017 à Valence (Championnat de France).
20. 4 271, Brigitte Delhom, le 20 avril 2019 à Saint-Gaudens (Tournoi homologué).
21. 4 267, Serge Emig, le 18 novembre 2018 à Chamalières (Open de France).
22. 4 244, Hervé Bohbot, le 24 août 2019 à Montpellier (Masters Languedoc-Roussillon).
23. 4 233, Fabien Douté, le 25 mars 2017 à Bar-le-Duc (Tournoi homologué).
24. 4 232, Louis Eggermont, le 27 juin 2019 lors de la coupe Saint-Barnabé  (Tournoi homologué).
25. 4 224, Belphégore Mpaga Reteno, le 23 juillet 2019 à La Rochelle (Championnat du monde).
26. 4 219, Monique Dulondel, le 16 février 2019 à Saint-Gaudens (Tournoi homologué).
27. 4 218, Gauthier Houillon, le 23 juillet 2019 à La Rochelle (Championnat du monde).
28. 4 202, Pascal Astresses, le 18 novembre 2017 à Gujan-Mestras (Open de France).

## Scrabble duplicate
Le classement de Scrabble duplicate est constitué de 8 séries : une super-série puis sept séries numérotées de 1 à 7. Les joueurs accumulent des positions en pourcentage pour les séries 1 à 3, des points de performance pour la 4e série (PP) et des points de classement (PC) au cours de la saison. En fin de saison, s'opèrent les changements de série en fonction de barres d'accès en pourcentage pour les séries 1 à 3, en PP et en PC pour les autres séries, barres fixées pour garantir un certain pourcentage de joueurs dans chaque série.
Le classement est internationalisé jusqu'à la série 4. Sa mise à jour est annuelle, bien que la FISF l'actualise dorénavant plus régulièrement sur son site.

### Super-série
La Super-série regroupe les 30 premiers joueurs du classement, d'après leur pourcentage de super-série. 
Le pourcentage de super-série est obtenu en divisant le nombre de PP1 marqués par un joueur par le nombre de PP1 qu'il lui était possible de marquer (s'il avait remporté toutes les épreuves auxquelles il a participé). Le classement est établi à partir du pourcentage de la saison en cours (coefficient 3/4) et de celui de la saison précédente (coefficient 1/4).
En fin de saison, les 30 premiers sont déclarés « super-série » pour la saison suivante, à condition que leur pourcentage soit supérieur à 50 %.

#### Classement
| Place | Joueur                | Pourcentage | Pays     |
| ----- | --------------------- | ----------- | -------- |
| 1     | Antonin Michel        | 93,58 %     | France   |
| 2     | Christian Pierre      | 93,24 %     | Belgique |
| 3     | Francis Desjardins    | 93,22 %     | Québec   |
| 4     | Thierry Chincholle    | 92,61 %     | France   |
| 5     | Romain Santi          | 91,49 %     | France   |
| 6     | N'Dongo Samba Sylla   | 90,42 %     | Sénégal  |
| 7     | Hugo Delafontaine     | 90,28 %     | Suisse   |
| 8     | Samson Tessier        | 89,92 %     | France   |
| 9     | Jean-François Lachaud | 89,38 %     | France   |
| 10    | Philippe Ruche        | 88,98 %     | Belgique |

- tous les joueurs classés

### Pourcentages de performance
L'accès aux séries 1 à 4 se fait en fonction des pourcentages correspondants (%N1, %N2, %N3 et %N4) que possède un joueur, selon une barre d'accès fixée chaque année en fin de saison. Le pourcentage d'une série X (%X) marqué par un joueur à l'issue d'une épreuve est calculé comme suit :
- Si le joueur termine au-dessus de la zone du classement de la série X : %X = 100
- Si le joueur termine en dessous de la zone du classement de la série X : %X = 0
- Si le joueur termine dans la zone de classement de la série X : %X est calculé en fonction de la place du joueur par rapport au nombre de joueurs de la série X.

Ces %X sont ensuite pondérés en fonction d'un diviseur attribué à chaque épreuve.
La moyenne pondérée des pourcentages donne les %X globaux du joueur qui permettent d'établir le classement, d'abord par %N1, puis par %N2, %N3 et %N4.

### Points de classement
Les points de classement permettent aux joueurs d'accéder aux séries 5 et 6 (éventuellement subdivisées en sous-séries A, B, C et D). Le vainqueur d'un tournoi reçoit le nombre de points de classement désigné par « M ». M est une fonction du nombre de participants et du nombre de parties. La formule est la suivante :
M = N * (5p / 4)
N étant le nombre de joueurs et p étant le nombre de parties jouées. Le vainqueur marque M points de classement, tandis que le joueur en seconde place marque M - (5p / 4) PC, et le joueur en troisième place marque M - 2 (5p / 4) points de classement. Par exemple pour un tournoi en 5 manches avec 100 joueurs, le calcul est le suivant :
M = 100 * (5 * 4 / 4) = 500
Les points distribués aux cinq premiers joueurs seront 500, 495, 490, 485 et 480
À la fin de la saison, des barres d'accès sont établies pour accéder aux séries 5 et 6 et éventuellement à leurs subdivisions (en France, 230 points pour devenir Série 5D au 30 juin 2007).

### Répartition par séries
En France, les séries 1 à 3 sont subdivisées en sous-séries A et B et les séries 4 à 6 en sous-séries A-B-C-D. En Belgique, au Québec et en Suisse, seules les séries 4 à 6 sont subdivisées en sous-séries A et B.
- 1re série (N1) 1 % (1A: 0,5 %, 1B: 0,5 %)
- 2e série (N2) 2 % (2A: 1 %, 2B: 1 %)
- 3e série (N3) 3 % (3A: 1 %, 3B: 2 %)
- 4e série (N4) 12 % (4A: 3 %, 4B: 3 %, 4C: 3 %, 4D: 3 %)
- 5e série (N5) 20 % (5A: 4 %, 5B: 5 %, 5C: 5 %, 5D: 6 %)
- 6e série (N6) 62 % (6A: 7 %, 6B: 7 %, 6C: 8 %, 6D: tous les autres licenciés sauf les séries 7)
- 7e série (N7): réservée aux nouveaux licenciés de l'année

### Classements nationaux
Seuls les joueurs de 1re, 2e, 3e et 4e série figurent dans le classement international. Les séries 5 à 7 sont des séries nationales, et chaque pays membre de la FISF peut établir son propre classement pour les joueurs qui ne figurent pas dans les quatre premières séries. En France, il s'agit d'un pourcentage minimum de 4e série pour la série 5A ou d'un certain nombre de points de classement pour les séries 5A à 6D. En Belgique il existe également les PP5, les PP6 et les PP7, définis par la méthode ci-dessus. Pour être classé en 5e série le joueur doit avoir un nombre minimum de PP5. En Suisse, il s'agit du nombre de points de classement, définis ci-dessus, mais seuls les huit meilleures performances comptent, dont un minimum de 3 tournois en Suisse. Au Luxembourg et au Royaume-Uni (deux des plus petites fédérations), c'est le pourcentage du joueur qui compte. Ce pourcentage est calculé en divisant le cumul du joueur par le total des tops et multipliant par 100. Le pourcentage médian est celui qui compte en fin de saison, et non pas le pourcentage moyen. Le pourcentage du joueur est comparé avec une « clé de répartition » qui compare le pourcentage avec le pourcentage médian des joueurs dans un grand pays francophone.

### Scrabble classique
- Classement international
- Résultats des tournois francophones

### Scrabble duplicate
- Le classement international officiel (FISF)
- Tous les classements de la FFSc (France)
  - Classement actuel
  - Classement actuel (par pourcentage de super-série)
- Tous les classements de la FSSC (Suisse)
- Tous les classements de la FQCSF (Québec)